# Andrew Lauterstein
Andrew Lauterstein (ur. 22 maja 1987 w Melbourne) – australijski pływak, trzykrotny medalista olimpijski, dwukrotny medalista mistrzostw świata.
Specjalizuje się w stylu motylkowym. Najcenniejszym osiągnięciem w jego dotychczasowej karierze jest trzykrotne zdobycie olimpijskiego medalu. Dokonał tego podczas igrzysk olimpijskich w Pekinie, zdobywając srebrny medal w sztafecie 4 x 100 m stylem zmiennym i dwa brązowe: w sztafecie 4 x 100 m stylem dowolnym i indywidualnie w finałowym wyścigu na 100 m stylem motylkowym. Jest też dwukrotnym medalistą mistrzostw świata na basenie 50 m. W 2007 roku w rodzinnym Melbourne zdobył złoto, a dwa lata później w Rzymie brąz w sztafecie 4 x 100 m stylem zmiennym.

## Osiągnięcia

### Igrzyska olimpijskie
| Olimpiada  | Data             | Konkurencja               | Rezultat    | Miejsce |
| ---------- | ---------------- | ------------------------- | ----------- | ------- |
| Pekin 2008 | 11 sierpnia 2008 | 4 x 100 m stylem dowolnym | 3.09,91 min |         |
| Pekin 2008 | 16 sierpnia 2008 | 100 m stylem motylkowym   | 51,12 s     |         |
| Pekin 2008 | 17 sierpnia 2008 | 4 x 100 m stylem zmiennym | 3.30,04 min |         |

### Mistrzostwa świata
- 2007 Melbourne –  złoto - sztafeta 4 x 100 m stylem zmiennym
- 2009 Rzym –  brąz - sztafeta 4 x 100 m stylem zmiennym